# NGC 3453
NGC 3453 ist eine Spiralgalaxie vom Hubble-Typ SBb im Sternbild Wasserschlange südlich des Himmelsäquators. Sie ist rund 170 Millionen Lichtjahre von der Milchstraße entfernt.
Das Objekt wurde am 21. März 1835 von John Herschel entdeckt.